# Trzmielina brodawkowata

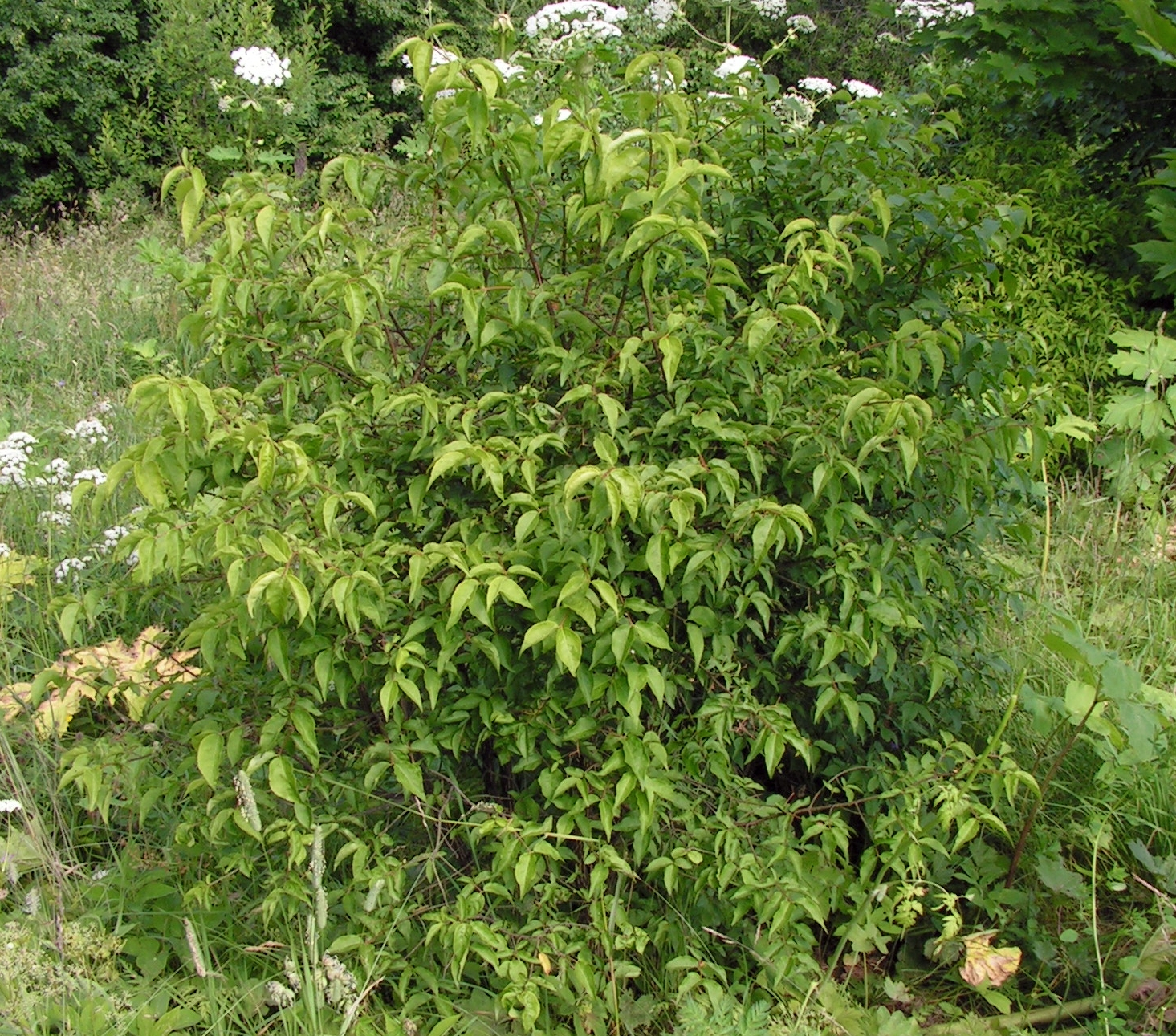
Pokrój

Trzmielina brodawkowata (Euonymus verrucosus Scop.) – gatunek krzewu należący do rodziny dławiszowatych (Celastraceae R.Br.), zdecydowanie rzadziej spotykany niż trzmielina pospolita. Występuje w Europie i Azji, w Polsce osiąga północną i zachodnią granicę zasięgu.

## Morfologia

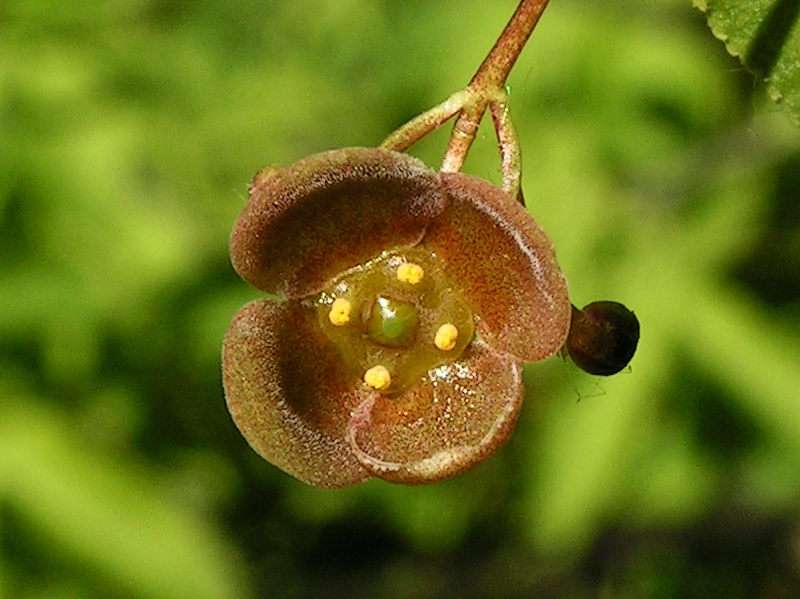
Kwiat
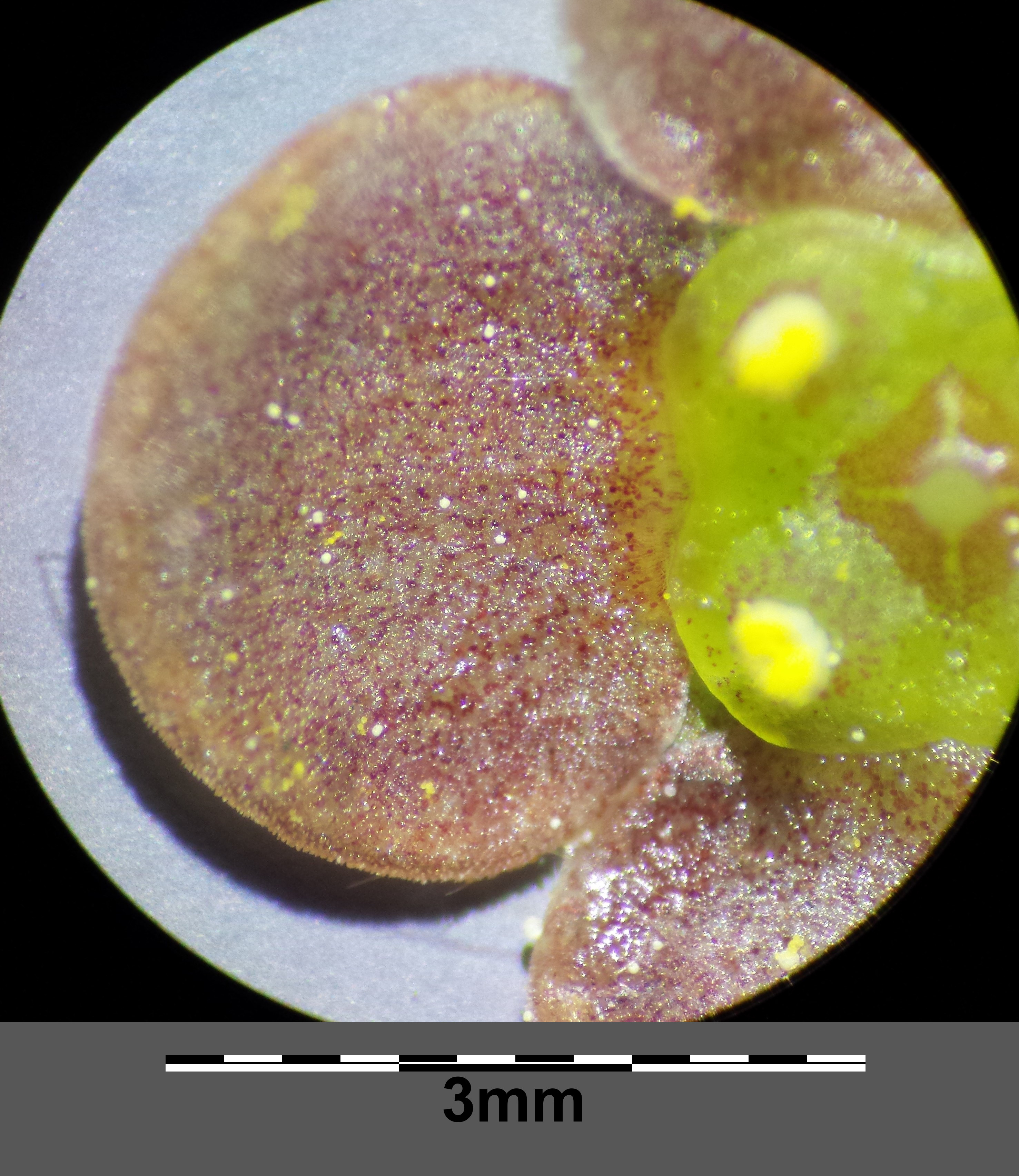
Płatek kwiatu
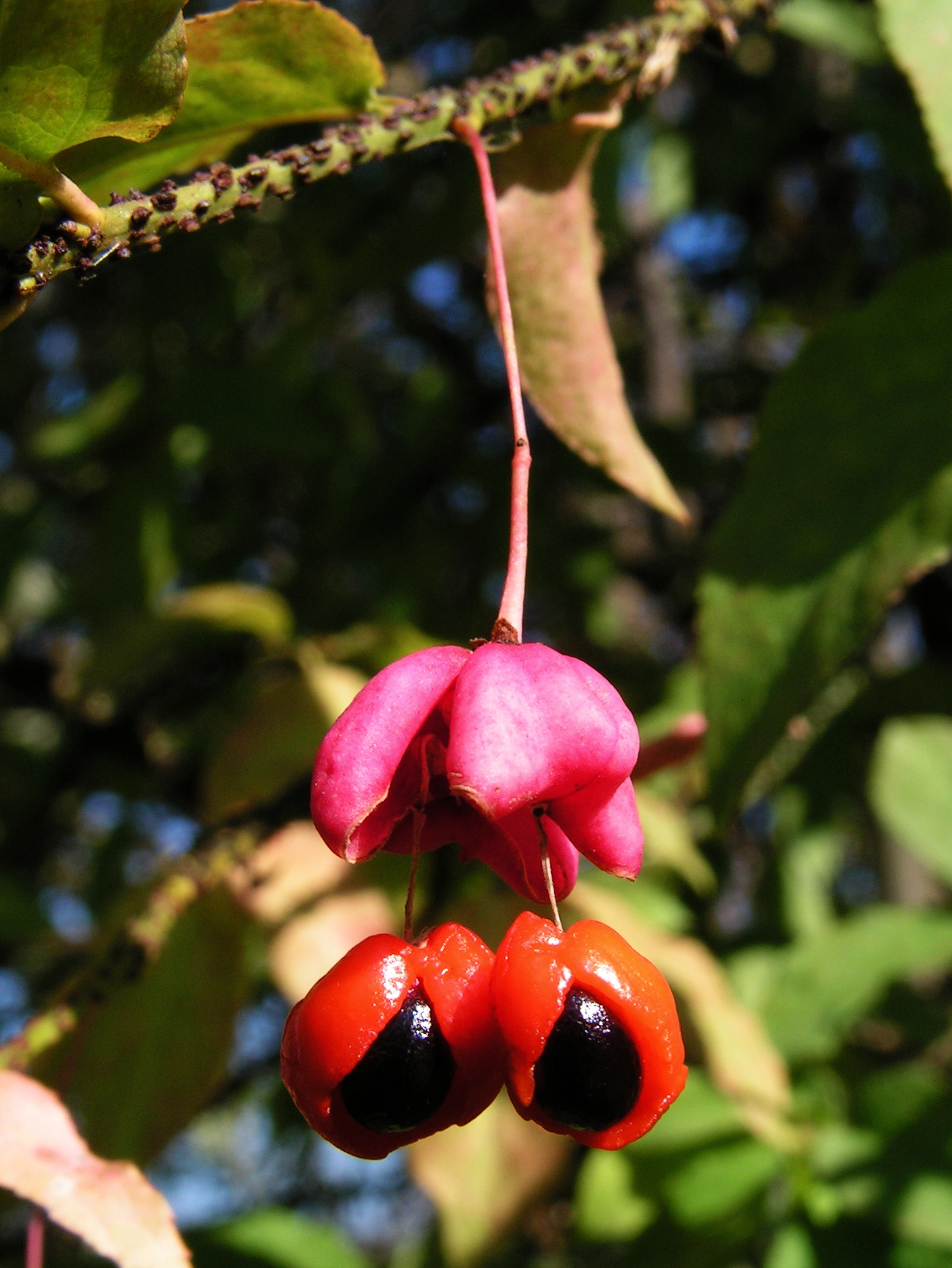
Owoc

PokrójNiezbyt gęsty krzew, osiągający wysokość 2,5 m.
ŁodygaZielone gałązki bez przetchlinek, bardzo cienkie, gęsto pokryte brunatnymi brodawkami, obłe. Rozgałęzia się pod prostym kątem. Pączki szczytowe największe, pączki przyliściowe znacznie mniejsze, wszystkie mają okrywy zielone z brązowym obrzeżeniem, zwłaszcza w górnej części.
LiścieJasnozielone, naprzeciwległe, eliptyczne, obustronnie zaostrzone, o delikatnie i nierówno piłkowanych brzegach. Nerwów bocznych wyraźnie widocznych mają nie więcej, niż 3-4. Blaszki o długości do 6 cm i szerokości do 3,5 cm o nerwacji pierzastej. Ogonek liściowy krótki do 3 mm. Liście usychające w sposób naturalny stają się jasnożółte, w zielniku zachowują barwę.

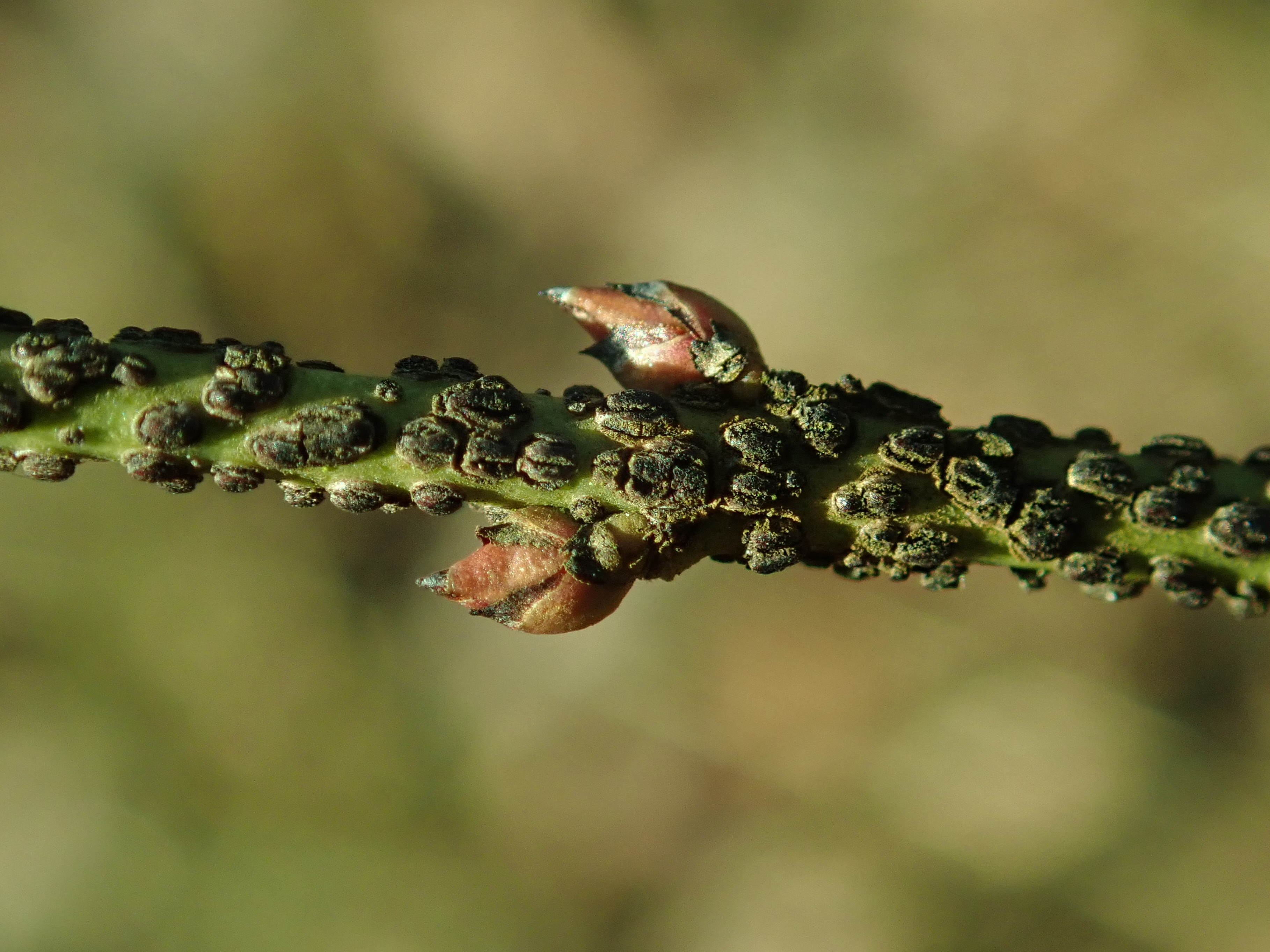
Pęd z brodawkami
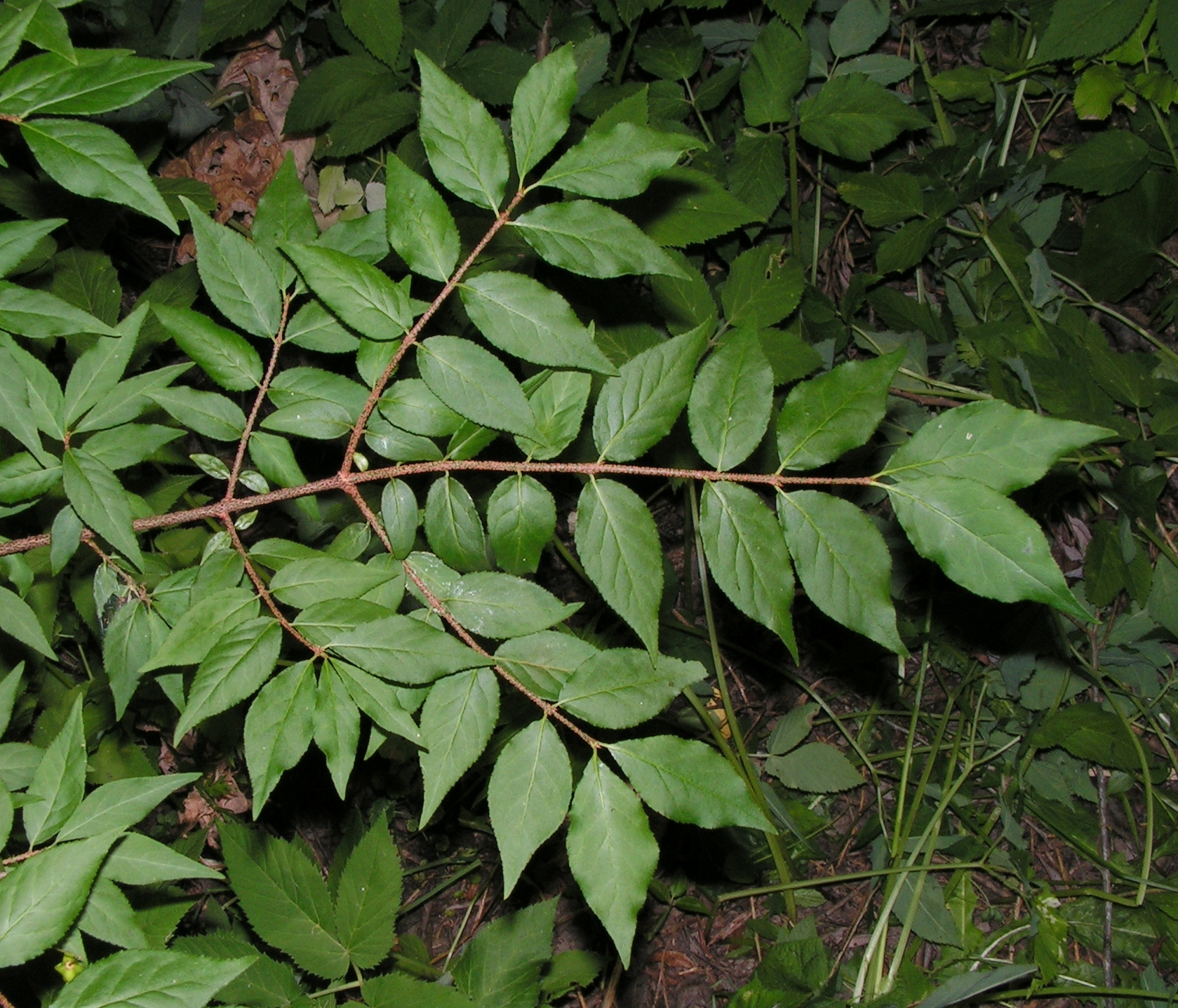
Liście
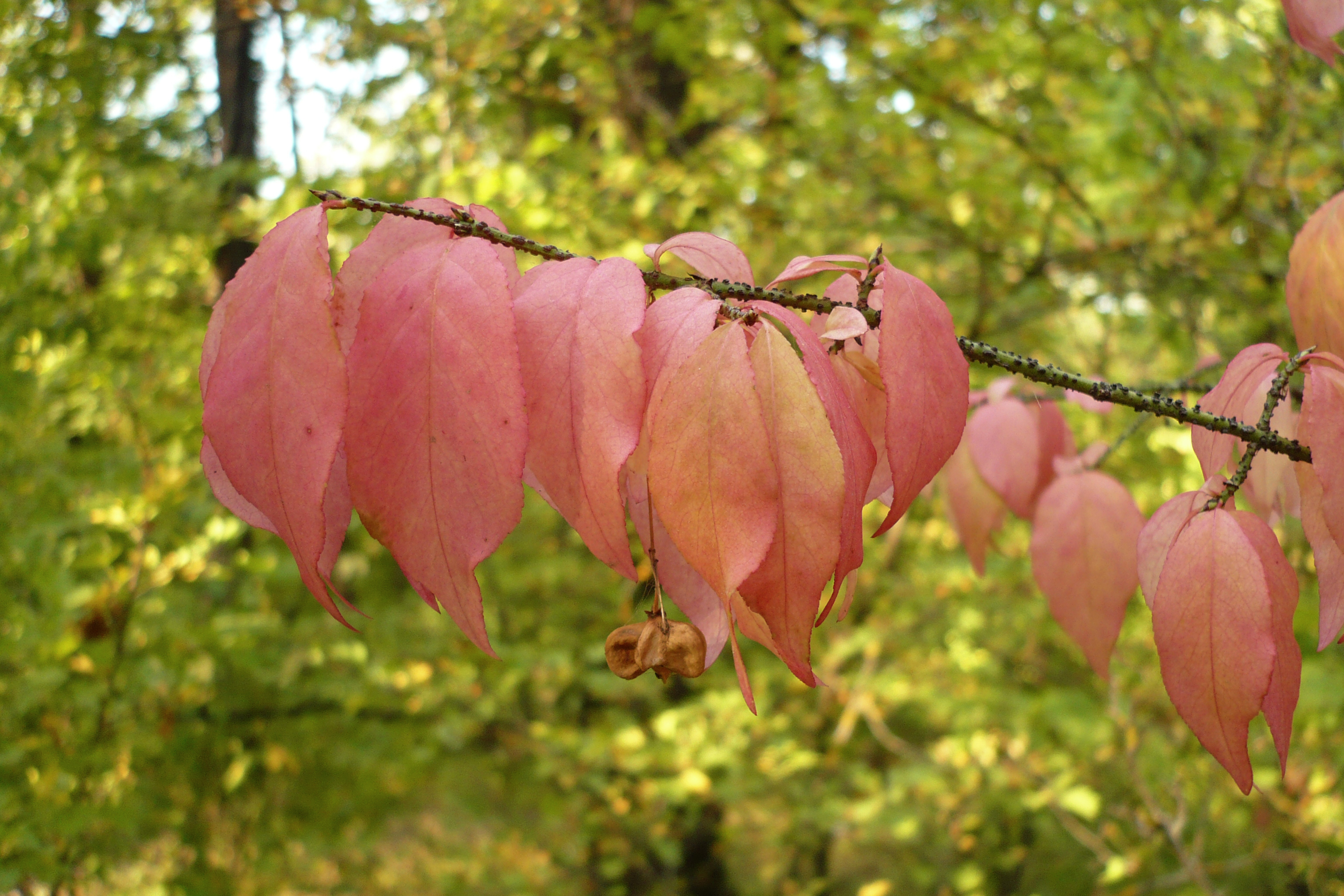
Liście jesienią

KwiatyCztero- lub pięciokrotne, drobne, zielonawe z czerwonobrunatnym nakrapianiem płatków, zebrane do 3 w jednym kwiatostanie.
OwocCzterograniasta, zielonawożółta później czerwieniejąca torebka, zawierająca 3 kulistawe, połyskujące, brązowo-czarne nasiona wystające z krwistoczerwonej osnówki i po dojrzeniu zwisające na sznureczkach poniżej torebki.
- Kwiat
- Płatek kwiatu
- Owoc

## Biologia i ekologia
RozwójRoślina wieloletnia, nanofanerofit. Kwitnie w maju i czerwcu. Owoce dojrzewają w drugiej połowie sierpnia i w różnym czasie opadają.
SiedliskoLasy i zarośla na całym niżu i w niższych położeniach górskich, na glebie przewiewnej.
FitosocjologiaGatunek charakterystyczny dla klasy (Cl.) Querco-Fagetea ?, Cl. Rhamno-Prunetea ?, gatunek wyróżniający dla Ass. Tilio-Carpinetum.
Czynniki fitochemiczneRoślina silnie trująca: Wszystkie części rośliny, ale przede wszystkim owoce zawierają glikozydy: ewobiozyd, ewomonozyd i ewonozyd. Zatrucie trzmieliną zwyczajną powoduje osłabienie, wymioty, biegunkę, dreszcze, konwulsje, zaburzenia w pracy serca, paraliż, a w końcu śmierć. Za śmiertelną dla dorosłego człowieka dawkę uważa się 35 owoców. Korzenie rośliny zawierają do 32% gutaperki.